# Зогістське вітання

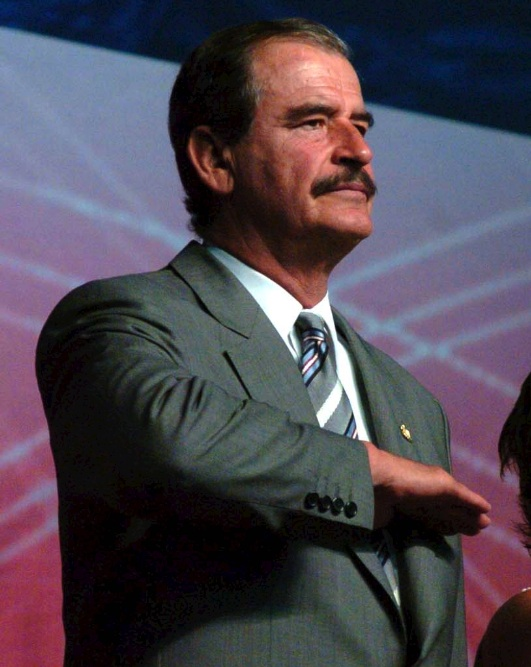
Вісенте Фокс, президент Мексики, який вітає аналогічно зогістському

Зогістське вітання - військове вітання в Албанії, сьогодні використовується як громадянське вітання в деяких країнах. Зогістське вітання складається з правої руки з розпрямленою долонею, що дивиться вниз, зігнутою в лікті на 90 градусів і піднятою до рівня серця.
Цей жест засновано албанським державним діячем Ахметом Зогу. Спочатку вітання використовували в поліції, пізніше воно було прийнято і в Королівській албанській армії .
У аналогічний жест використовувався у першій частині салюту Белламі (1892-1942).
В деяких країнах Латинської Америки, особливо в Мексиці, цивільні особи використовують привітання, аналогічне зогістському, для салютування державного прапора.